# Creed
Creed (transkr. Krid) bila je američka muzička grupa iz Talahasija.

## Članovi
- Skot Stap — glavni vokal (1994—2004, 2009—2012)
- Mark Tremonti — solo gitara, prateći vokal, povremeni glavni vokal, bas-gitara (1994—2004, 2009—2012)
- Brajan Maršal — bas-gitara (1994—2000, 2009—2012)
- Skot Filips — bubanj, udaraljke, klavijature (1994—2004, 2009—2012)
- Brajan Brašer — ritam gitara (1994—1995)

## Diskografija

### Studijski albumi
- (1997)
- (1999)
- (2001)
- (2009)

### izdanja
- (1999)

### Kompilacije
- (2004)
- (2015)

## Galerija
- Članovi grupe 2002.
- Skot Stap, frontmen i pevač grupe
- Mark Tremonti, gitarista grupe

## Spoljašnje veze
- na sajtu
- na sajtu
- na sajtu
- na sajtu